# Dithecodes tarmanni
Dithecodes tarmanni là một loài bướm đêm trong họ Geometridae.